# Kristalna špilja (Bermudi)
Crystal Cave je špilja u britanskom prekomorskom teritoriju Bermudima. Nalazi se u župi Hamilton, u blizini Castle Harbora. Špilja je duga oko 500 m, a duboka 62 m. Donjih 19-20 m špilje je ispod razine vode. Špilja je nastala u vrijeme kada je razina mora bila niža; kako se razina mora podigla, mnoge špiljske formacije koje su nastale iznad vode su potopljene.
Špilja je turistička atrakcija od 1907., a otkrili su je 1905. Carl Gibbons i Edgar Hollis, dva 12-godišnja dječaka koji su tražili izgubljenu lopticu za kriket. Ubrzo nakon toga, obitelj Wilkinson (vlasnici posjeda od 1884.) saznala je za otkriće.  Percy Wilkinson spustio je u nju svog 14-godišnjeg sina Bernarda s biciklističkom lampom na 140 stopa jakog užeta privezanog za drvo kako bi istražio špilju.
Područje koje okružuje Harrington Sound (koji se nalazi južno od Crystal Cave) je od vapnenačke formacije i poznato je po svojim brojnim podzemnim vodenim putovima, kroz koje vode zaljeva izlaze u Atlantski ocean. Kristalna špilja jedna je od njih i, kao što joj ime kaže, poznata je po svojoj ljepoti, s mnogo stalaktita, stalagmita i dubokih, bistrih bazena. Međutim, neke kristalne formacije su oštećene potresima u dalekoj prošlosti.
Izlet u kristalnu špilju uključuje i susjednu Špilju Fantazija eng. Fantasy Cave, s tim da je Fantasy dublja (88 stepenica dolje). Fantasy Cave ponovno je otvorena u ljeto 2001. sa svim stazama koje su obnovljene i ponovno osvijetljene umjetnom rasvjetom. Otkrivena je i otvorena otprilike u isto vrijeme kad i Kristalna špilja, ali su je vlasnici zatvorili 1940-ih.
Dvije špilje smještene na 8 Crystal Caves Rd. na Wilkinson Ave. dostupni su autobusom koji vozi između župa Hamilton i St. George's, taksijem i drugim privatnim oblicima prijevoza (uključujući motocikl i bicikl). Izvan dviju špilja nalazi se suptropski vrt s palmama u kojem se nalaze mnoge vrste drveća i cvijeća.
Špilje su u vlasništvu lokalnog Wilkinson Trusta i otvorene su za javnost.

## Galerija
Crystal Cave
Fantasy Cave

## Vanjske poveznice
|  | Zajednički poslužitelj ima još gradiva o temi Kristalna špilja (Bermudi) |